# Cis-1-(fenantren-2-karbonil)piperazin-2,3-dikarboksilna kiselina
Cis-1-(fenantren-2-karbonil)piperazin-2,3-dikarboksilna kiselina je antagonist NMDA receptora.